# Poisson gras

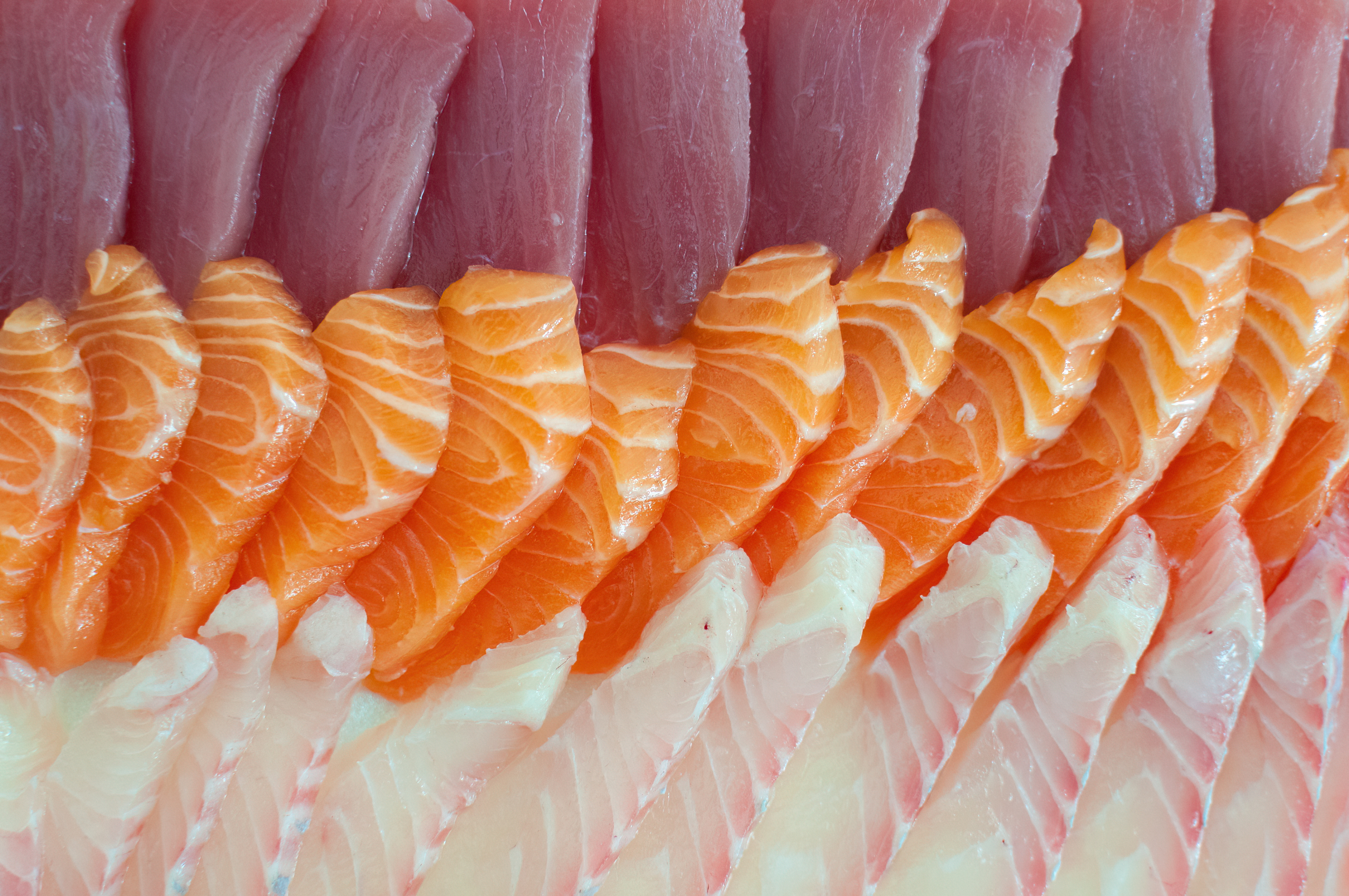
Sashimi de deux poissons gras, du thon et du saumon, et d'un poisson blanc.

Le poisson gras est une catégorie d'aliment en diététique. Sont ainsi désignés certains poissons comestibles, principalement des « poissons bleus » des eaux froides, dont la chair est riche en graisse animale de type acide gras polyinsaturé, notamment en oméga-3.

## Alimentation des Inuits et oméga-3
Plusieurs études faites notamment chez les Inuits (grands consommateurs de poissons gras) montrent que la consommation régulière de poisson riche en Omega-3 semble limiter les maladies cardiovasculaires ou la toxicité neurologique des métaux tels que le plomb et le mercure. 
Les Inuits ne sont qu'en partie protégés des effets neurotoxiques du plomb et du mercure concentrés par les poissons et mammifères (phoques) qu'ils mangent ou auxquels ils sont déjà exposés in utero. Leurs enfants ne sont pas épargnés par les effets de ces polluants organiques persistants qui sont notamment source de TDA (troubles du déficit de l'attention), voire de retard mental et de diminution de la taille du cerveau. L'analyse du sang de cordon de 279 bébés inuits du Nunavik a confirmé un taux de mercure excessif pour les embryons et les fœtus dans cette région.

Un suivi épidémiologique de ces enfants a montré chez eux un triplement du risque de TDAH, probablement via une perturbation du système dopaminergique induite par le mercure et à cause des effets négatifs du plomb sur le développement du cortex préfrontal impliqué dans le contrôle des émotions et de l’impulsivité . Des effets de type TDAH sont observés dès 1,6 µg/dL de plombémie, soit bien en dessous du seuil de 10 µg/dL retenu pour l’exposition in utero, ce qui « confirme le besoin de revoir à la baisse le niveau tolérable pour les enfants et de lancer des interventions afin de réduire l’exposition au plomb ».

## Limites

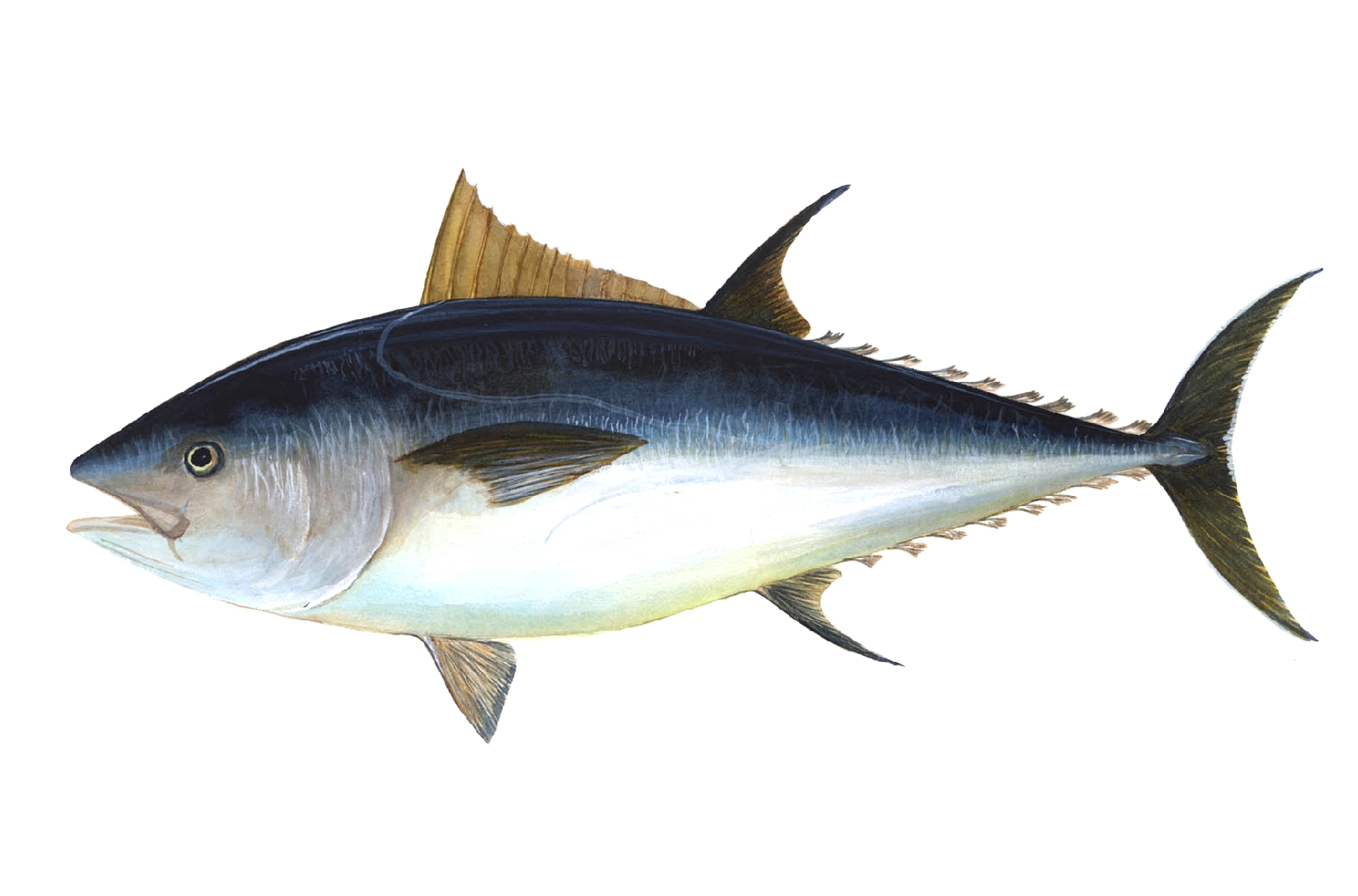
Le Thon rouge (Thunnus thynnus), un exemple de poisson gras.

Le bénéfice semble souvent partiel, en raison des conditions d'élevage, ou dégradé car il se trouve que ces mêmes poissons sont aussi ceux qui concentrent le plus ces contaminants neurotoxiques. Certains fabricants de compléments en oméga-3 éliminent ces polluants par divers procédés.
En effet, les poissons ne fabriquent pas eux-mêmes les acides gras : ils les assimilent à partir de leur nourriture (les algues), ce qui explique que les poissons d'élevage contiennent moins d'oméga-3,.
Par ailleurs, les poissons carnivores, au sommet de la chaine alimentaire, sont plus susceptibles de contenir de fortes quantités de métaux lourds (du mercure en particulier) et de polluants, dont certains composés organochlorés tels que les PCB qui sont très liposolubles.

## Espèces concernées
Seuls les poissons gras vivant en eaux froides sont riches en oméga-3. Ce sont principalement les « poissons bleus » tels que l'anchois, le hareng, le maquereau, la sardine, et les salmonidés tels que le saumon et la truite. Ces poissons contiennent environ 7 fois plus d'oméga-3 que d'oméga-6.
D'autres poissons gras comme le thon sont assez riches en oméga-3, mais contiennent trop de polluants.  